# ازدواج آخر هفته
ازدواج آخر هفته (انگلیسی: Week-End Marriage)یک فیلم کمدی پیشا-کد آمریکایی است که در سال ۱۹۳۲ منتشر شد. نسخه‌ای از این فیلم در کتابخانه کنگره نگهداری می‌شود.

## بازیگران
- لرتا یانگ
- نورمن فاستر
- آلین مک‌ماهون
- جرج برنت
- گرانت میچل
- ویوین آزبورن
- شیلا تری
- جی. فارل مک‌دانلد
- راسکو کارنز
- لوئیس آلبرنی (نامش در عنوان‌بندی فیلم نیامده)
- اروینگ بیکن (نامش در عنوان‌بندی فیلم نیامده)
- هرمن بینگ (نامش در عنوان‌بندی فیلم نیامده)
- وایلد بیل الیوت (نامش در عنوان‌بندی فیلم نیامده)
- تاینی سندفورد (نامش در عنوان‌بندی فیلم نیامده)